# Gerd Althoff
Pour les articles homonymes, voir Althoff.
 Gerd Althoff  (né le 9 juillet 1943 à Hambourg) est un médiéviste allemand. Il enseigne à l'Université de Münster.

## Biographie
Gerd Althoff passe son baccalauréat en 1963 au lycée d'Ibbenbüren puis étudie l'histoire et la Germanistique de 1965 à 1970 à Münster et à Heidelberg. Il soutient sa thèse de doctorat en 1974 à Münster puis fut six ans durant maître-assistant à l'Université de Fribourg-en-Brisgau. C'est là qu'il passe sa thèse d'habilitation en 1981 avant de revenir en 1986 à Münster. Il est ensuite professeur d'histoire médiévale à l'Université de Giessen (1990), de Bonn (1995). Depuis 1997, il enseigne de nouveau à Münster. Il enseigne en 1998 à l’École des hautes études en sciences sociales en tant que professeur invité.
Ses axes de recherche sont l'appareil d'état au Moyen Âge, les conflits et la réconcilation au Moyen Âge, les formes et conditions de la communication publique (aussi appelée en Allemagne symbolische Kommunikation) ainsi que la dynamique de groupe dans l'histoire. En reconnaissance de ses travaux, Gerd Althoff a obtenu en 2005 la médaille d'or de la recherche de l'Université de Münster.

## Collaborations et sociétés savantes
- Centre de recherches médiévistes de la Bibliothèque Herzog-August de Wolfenbüttel
- Vereinigung für Verfassungsgeschichte
- Konstanzer Arbeitskreis für mittelalterliche Geschichte

## Publications
- Otto III [« Otto III. (Gestalten des Mittelalters und der Renaissance) »]  (trad. Phyllis G. Jestice), Darmstadt, University Park, Pennsylvanie, 2003 (1996 pour l'éd. allemande).
- Das Necrolog von Borghorst. Édition und Untersuchung (Veröffentlichungen der Historischen Kommission für Westfalen, 40; Westfälische Gedenkbücher und Nekrologien, 1), Münster 1978.
- (en coll. avec Joachim Wollasch) : Die Totenbücher von Merseburg, Magdeburg und Lüneburg (MGH Libri memoriales et Necrologia, NS 2), München 1983.
- Adels- und Königsfamilien im Spiegel ihrer Memorialüberlieferung. Studien zum Totengedenken der Billunger und Ottonen (Münstersche Mittelalter-Schriften, 47), Munich 1984.
- (en coll. avec Hagen Keller) : Heinrich I. und Otto der Große. Neubeginn auf karolingischem Erbe (Persönlichkeit und Geschichte, 122-125), Göttingen/Zürich 1985.
- Verwandte, Freunde und Getreue. Zum politischen Stellenwert der Gruppenbindungen im früheren Mittelalter, Darmstadt 1990.
- Amicitiæ und Pacta. Bündnis, Einung, Politik und Gebetsgedenken im beginnenden 10. Jahrhundert (MGH Schriften, 37), Hannover 1992.
- Spielregeln der Politik im Mittelalter. Kommunikation in Frieden und Fehde, Darmstadt 1997.
- Die Ottonen. Königsherrschaft ohne Staat (Kohlhammer-Urban-Taschenbücher, 473), Stuttgart u.a. 2000.
- Die Macht der Rituale. Symbolik und Herrschaft im Mittelalter, Darmstadt 2003.
- Inszenierte Herrschaft. Geschichtsschreibung und politisches Handeln im Mittelalter, Darmstadt 2003.
- Heinrich IV. (Gestalten des Mittelalters und der Renaissance), Darmstadt 2006.